# Probopyrus incertus
Probopyrus incertus är en kräftdjursart som först beskrevs av Bonnier 1900.  Probopyrus incertus ingår i släktet Probopyrus och familjen Bopyridae. Inga underarter finns listade i Catalogue of Life.